# Мартен, Марвен
Марве́н Марте́н (фр. Marvin Martin; 10 января 1988, Париж, Франция) — французский футболист и тренер, полузащитник. Выступал за сборную Франции, участник чемпионата Европы 2012.

## Клубная карьера
Мартен начал свою футбольную карьеру в одном из малоизвестных клубов Парижа — Монруж 92. В 2004 году он оказался в юношеской академии футбольного клуба «Сошо», с которым в дальнейшем подписал и свой первый профессиональный контракт.
Мартен играет за основной состав «Сошо» с сезона 2008/09. Дебютировал в Лиге 1 30 августа 2008 года в проигранном со счетом 1:2 выездном матче против «Марселя». А 13 мая 2009 года Мартен забил первый в своей карьере гол — в ворота «Монако».
По итогам чемпионата Франции 2010/11 Марвен Мартен с 17 голевыми передачами возглавил список лучших ассистентов турнира.
20 июня 2012 года «Лилль» подтвердил на своем веб-сайте, что Мартен присоединился к клубу после заключения пятилетнего контракта. Стоимость трансфера не разглашается. 13 июля 2016 года Мартин перешёл в аренду в недавно получивший повышение клуб Лиги 1 «Дижон» после того, как тренер «Лилля» Фредерик Антонетти заявил, что игрок не входит в его планы на предстоящий сезон. 11 августа 2017 года, после возвращения из аренды, он был освобождён от контракта с «Лиллем».
14 августа 2017 года Мартен присоединился к команде Лиги 2 «Реймсу» по однолетнему контракту с возможностью продления ещё на два года. Мартен помог «Реймсу» выиграть Лигу 2 и вывести их в Лигу 1 на сезон 2018/19.

## Национальная сборная
Мартен провел за молодежную сборную Франции 8 матчей, в которых забил 1 гол. Дебют — товарищеский матч с командой Дании 15 ноября 2008 года. В том матче Франция одержала победу со счетом 1:0.
6 июня 2011 года Мартен дебютировал в составе сборной Франции. Он вышел на замену на 76 минуте матча со сборной Украины и отметился двумя забитыми голами в ворота Андрея Пятова.

## Статистика
По состоянию на 10 февраля 2021 года
| Клуб              | Сезон             | Чемпионат | Чемпионат | Кубки | Кубки | Еврокубки | Еврокубки | Всего | Всего |
| Клуб              | Сезон             | Игры      | Голы      | Игры  | Голы  | Игры      | Голы      | Игры  | Голы  |
| ----------------- | ----------------- | --------- | --------- | ----- | ----- | --------- | --------- | ----- | ----- |
| Сошо              | 2008/2009         | 27        | 1         | 3     | 0     | 0         | 0         | 30    | 1     |
| Сошо              | 2009/2010         | 36        | 2         | 4     | 2     | 0         | 0         | 40    | 4     |
| Сошо              | 2010/2011         | 37        | 3         | 4     | 1     | 0         | 0         | 41    | 4     |
| Сошо              | 2011/2012         | 33        | 2         | 1     | 0     | 2         | 0         | 36    | 2     |
| Всего за «Сошо»   | Всего за «Сошо»   | 133       | 8         | 12    | 3     | 2         | 0         | 147   | 11    |
| Лилль             | 2012/2013         | 32        | 0         | 6     | 0     | 7         | 0         | 45    | 0     |
| Лилль             | 2013/2014         | 20        | 0         | 2     | 0     | 0         | 0         | 22    | 0     |
| Лилль             | 2014/2015         | 6         | 0         | 0     | 0     | 2         | 0         | 8     | 0     |
| Лилль             | 2015/2016         | 12        | 0         | 3     | 0     | 0         | 0         | 15    | 0     |
| Всего за «Лилль»  | Всего за «Лилль»  | 70        | 0         | 11    | 0     | 9         | 0         | 90    | 0     |
| → Дижон           | 2016/2017         | 12        | 0         | 1     | 0     | 0         | 0         | 13    | 0     |
| Всего за «Дижон»  | Всего за «Дижон»  | 12        | 0         | 1     | 0     | 0         | 0         | 13    | 0     |
| Реймс             | 2017/2018         | 16        | 1         | 2     | 0     | 0         | 0         | 18    | 1     |
| Реймс             | 2018/2019         | 13        | 0         | 0     | 0     | 0         | 0         | 13    | 0     |
| Всего за «Реймс»  | Всего за «Реймс»  | 29        | 1         | 2     | 0     | 0         | 0         | 31    | 1     |
| Шамбли            | 2019/2020         | 6         | 0         | 0     | 0     | 0         | 0         | 6     | 0     |
| Шамбли            | 2020/2021         | 4         | 0         | 0     | 0     | 0         | 0         | 4     | 0     |
| Всего за «Шамбли» | Всего за «Шамбли» | 10        | 0         | 0     | 0     | 0         | 0         | 10    | 0     |
| Всего за карьеру  | Всего за карьеру  | 254       | 9         | 26    | 3     | 11        | 0         | 291   | 12    |

### Международная
| Матчи Мартена за сборную Франции | Матчи Мартена за сборную Франции | Матчи Мартена за сборную Франции | Матчи Мартена за сборную Франции | Матчи Мартена за сборную Франции | Матчи Мартена за сборную Франции |
| №                                | Дата                             | Оппонент                         | Счёт                             | Голы Мартена                     | Соревнование                     |
| -------------------------------- | -------------------------------- | -------------------------------- | -------------------------------- | -------------------------------- | -------------------------------- |
| 1                                | 6 июня 2011                      | Украина                          | 4-1                              | 2                                | Товарищеский матч                |
| 2                                | 9 июня 2011                      | Польша                           | 1-0                              | -                                | Товарищеский матч                |
| 3                                | 10 августа 2011                  | Чили                             | 1-1                              | -                                | Товарищеский матч                |
| 4                                | 2 сентября 2011                  | Албания                          | 2-1                              | -                                | Отборочный матч ЧЕ—2012          |
| 5                                | 6 сентября 2011                  | Румыния                          | 0-0                              | -                                | Отборочный матч ЧЕ—2012          |
| 6                                | 7 октября 2011                   | Албания                          | 3-0                              | -                                | Отборочный матч ЧЕ—2012          |
| 7                                | 11 октября 2011                  | Босния и Герцеговина             | 1-1                              | -                                | Отборочный матч ЧЕ—2012          |
| 8                                | 11 ноября 2011                   | США                              | 1-0                              | -                                | Товарищеский матч                |
| 9                                | 15 ноября 2011                   | Бельгия                          | 0-0                              | -                                | Товарищеский матч                |
| 10                               | 27 мая 2012                      | Исландия                         | 3-2                              | -                                | Товарищеский матч                |
| 11                               | 31 мая 2012                      | Сербия                           | 2-0                              | -                                | Товарищеский матч                |
| 12                               | 5 июня 2012                      | Эстония                          | 4-0                              | -                                | Товарищеский матч                |
| 13                               | 11 июня 2012                     | Англия                           | 1-1                              | -                                | ЧЕ—2012                          |
| 14                               | 15 июня 2012                     | Украина                          | 2-0                              | -                                | ЧЕ—2012                          |
| 15                               | 15 августа 2012                  | Уругвай                          | 0-0                              | -                                | Товарищеский матч                |

## Факты
- В октябре 2010 года Мартен оказался в центре скандала, когда заявил в одном из своих интервью, что никогда не смог бы играть в такой команде, как «Пари Фут Гей», за который выступают представители сексуальных меньшинств. В итоге футболист был вынужден принести извинения данной команде[11].